# Bernardo (personaggio)
Bernardo è un personaggio immaginario ideato dallo scrittore statunitense Johnston McCulley. È il servo muto dell'eroico giustiziere mascherato e abile spadaccino Zorro, le cui gesta si svolgono nella California nel periodo del dominio spagnolo. È protagonista in romanzi, film e serie televisive.
La sua prima apparizione è, assieme a Zorro, nel romanzo La maledizione di Capistrano del 1919.
Appare anche nel romanzo della scrittrice cilena Isabel Allende Zorro. L'inizio della leggenda, pubblicato per la prima volta nel 2005.

## Bernardo nella serie televisivaZorro
Come si apprende nella prima puntata della serie televisiva, prodotta dalla Disney e trasmessa fra il 1957 e il 1959, quando Diego de la Vega (interpretato da Guy Williams) confida a Bernardo (interpretato da Gene Sheldon) la sua intenzione di fingersi un ozioso intellettuale invece di un uomo d'azione, Bernardo decide di aiutarlo, sfruttando il proprio mutismo e fingendo di essere anche sordo. In questo modo Bernardo riesce a fare la spia per Diego/Zorro, senza essere sospettato.
La caratterizzazione di Bernardo, un'innovazione dello stesso personaggio sordo-muto della storia originale, richiese l'impiego delle abilità di mimo sviluppate da Sheldon nella prima parte della sua carriera. Come il sergente Garcia, Bernardo fu di solito accompagnato sulla scena da una comica e caratteristica traccia musicale. Sheldon ripeté il ruolo in quattro ulteriori avventure di Zorro che apparvero nella serie televisiva antologica Disneyland nel 1960-1961.
Bernardo non compare nella serie Zorro del 1990, dove vi è un personaggio analogo, un ragazzo di nome Felipe che è ugualmente servitore muto di Don Diego.

## Bernardo nel libroZorro. L'inizio della leggenda
Nel romanzo di Isabel Allende Zorro. L'inizio della leggenda Bernardo è il miglior amico di Diego De La Vega.
Bernardo è nativo della California ed è diventato muto dopo aver assistito all'assassinio e alla violenza di sua madre.

## Bernardo nel filmLa maschera di Zorro
In questo film non è presente come personaggio a sé. Però, per non farsi riconoscere da Montero, de la Vega (Anthony Hopkins) si finge il servitore di Alejandro Murrieta (il personaggio interpretato da Antonio Banderas), facendosi chiamare proprio "Bernardo". È possibile che in passato Don Diego abbia avuto un servitore di nome Bernardo.

## Bernardo nell'animeLa leggenda di Zorro
Nella serie anime del 1994 realizzata dalla coproduzione italo-svizzera-giapponese di Mondo TV, Royal Pictures Company e Toho, è presente un personaggio chiamato Bernardo molto diverso da quello tradizionale: è un vivace orfano di cinque anni che vive con Don Diego che lo trovò neonato e non è muto. Bernardo è molto astuto e non ha mai creduto alla facciata pigra e un po' pusillanime di Diego, che si è visto costretto, alla fine, a dirgli la verità. A quel punto Bernardo riesce a farsi accettare come suo aiutante, diventando Little Zorro (リトル・ゾロ?, Ritoru Zoro), e traendo d'impaccio molte volte Zorro stesso, approfittando della loro parentela e usando altri stratagemmi meno ortodossi per scucirgli l'assenso.
Essendo il coprotagonista della serie, Bernardo compare in tutti e cinquantadue gli episodi della serie.

## Bernardo nel cartone animatoZorro: Generation Z
Nella serie animata statunitense di fantascienza del 2006, Bernardo è il migliore amico di Diego, muto ma genio del computer. Sa mantenere l'equipaggiamento di Zorro in piena efficienza, e sa chi sia in realtà. Se Diego e Zorro devono apparire insieme, è lui a impersonare Zorro indossandone il costume.